# Ricardo Buman Marín
Ricardo Buman Marín (n.1947 - m.2001) fue un dirigente del Partido Humanista Paraguayo.

## Biografía
Ricardo Buman fue un artista plástico y periodista. 
Fue guionista del cortometraje "Casus Belli", dirigido en 1998 por su hijo Jerónimo Buman, tomado de un texto de Rafael Barrett.

## Trayectoria política
Fue fundador del Partido Humanista de Paraguay en 1989, y su presidente desde ese año y durante gran parte de la década de los 90. El año 2000 fue su candidato a Vicepresidente en unas elecciones complementarias sólo para dicho cargo vacante; y fue el único candidato minoritario a las 2 fuerzas principales. Obtuvo 18.496 votos con el 1,54% de los votos válidos.